# Llave de impacto
Una llave de impacto (también conocida como impactador, pistola de impacto, llave de aire, pistola de aire, pistola de cascabel, pistola de torsión, pistola de viento) es una herramienta diseñada para almacenar energía en una masa giratoria, que es transferida al eje de salida, de modo que suministre un  torque elevado que se transmite al tornillo o tuerca a través de un "vaso" como el de la llave tubo. Fue inventada por Robert H. Pott de Evansville, Indiana.

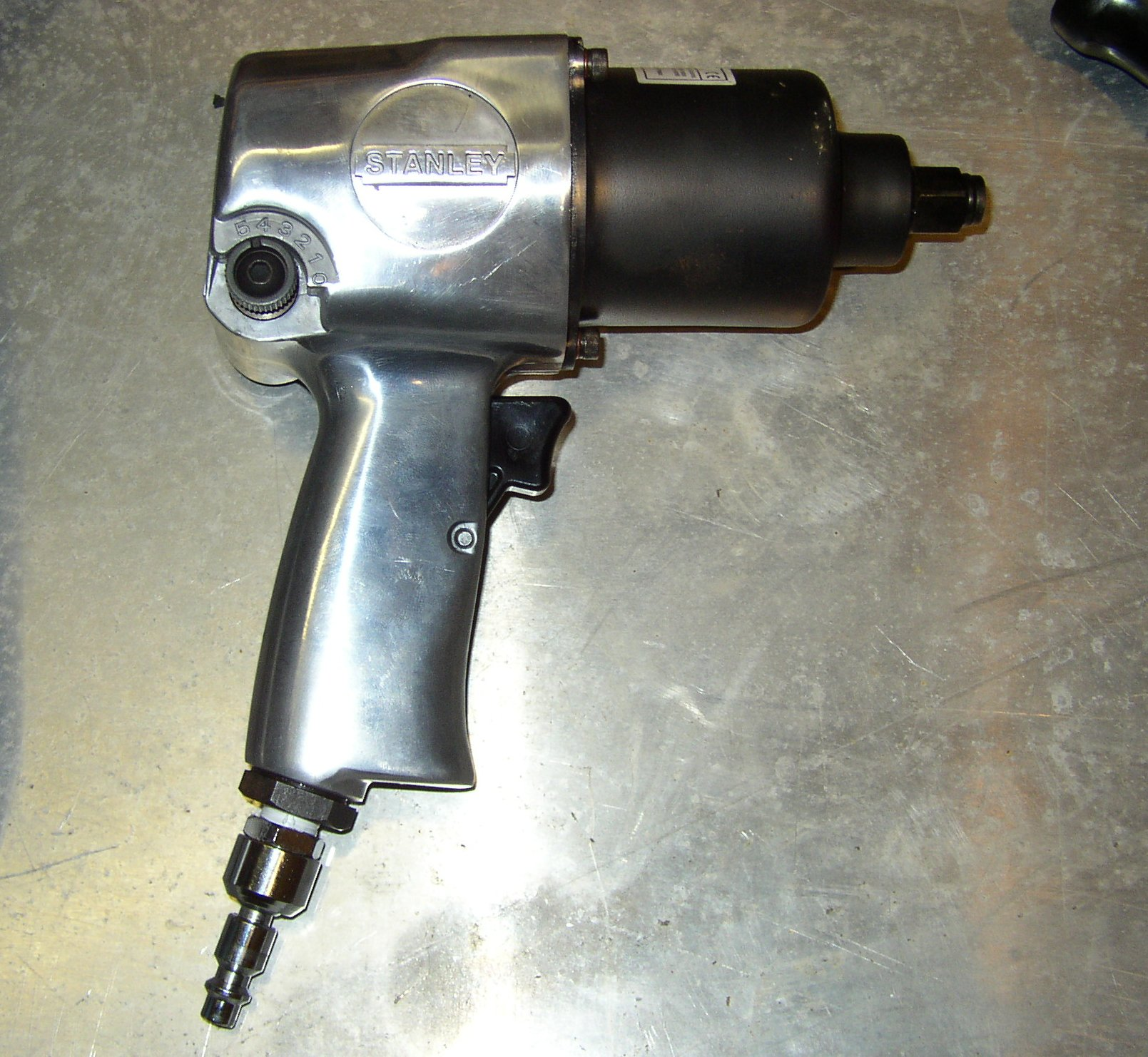
Una llave de impacto neumática con empuñadura de pistola de 1/2"

El aire comprimido es la fuente de energía más común, aunque también se utiliza energía eléctrica o hidráulica, y los dispositivos eléctricos inalámbricos se están volviendo cada vez más populares desde mediados de la década de 2000.
Las llaves de impacto se utilizan ampliamente en muchas industrias, como reparación de automóviles, mantenimiento de equipos pesados, ensamblaje de productos, proyectos de construcción importantes y cualquier otro caso en el que se necesite una salida de alto par. Para el ensamblaje del producto, se usa comúnmente una herramienta de pulso, ya que presenta un apriete sin reacción al tiempo que reduce los niveles de ruido que sufren los impactos regulares. Las herramientas de pulso utilizan aceite como medio para transferir la energía cinética del martillo al yunque. Esto proporciona un impulso más suave, una relación par/peso ligeramente menor y la posibilidad de diseñar un mecanismo de apagado que apaga la herramienta cuando se alcanza el par correcto. Las herramientas de pulso no se denominan "llaves de impacto", ya que el rendimiento y la tecnología no son los mismos.

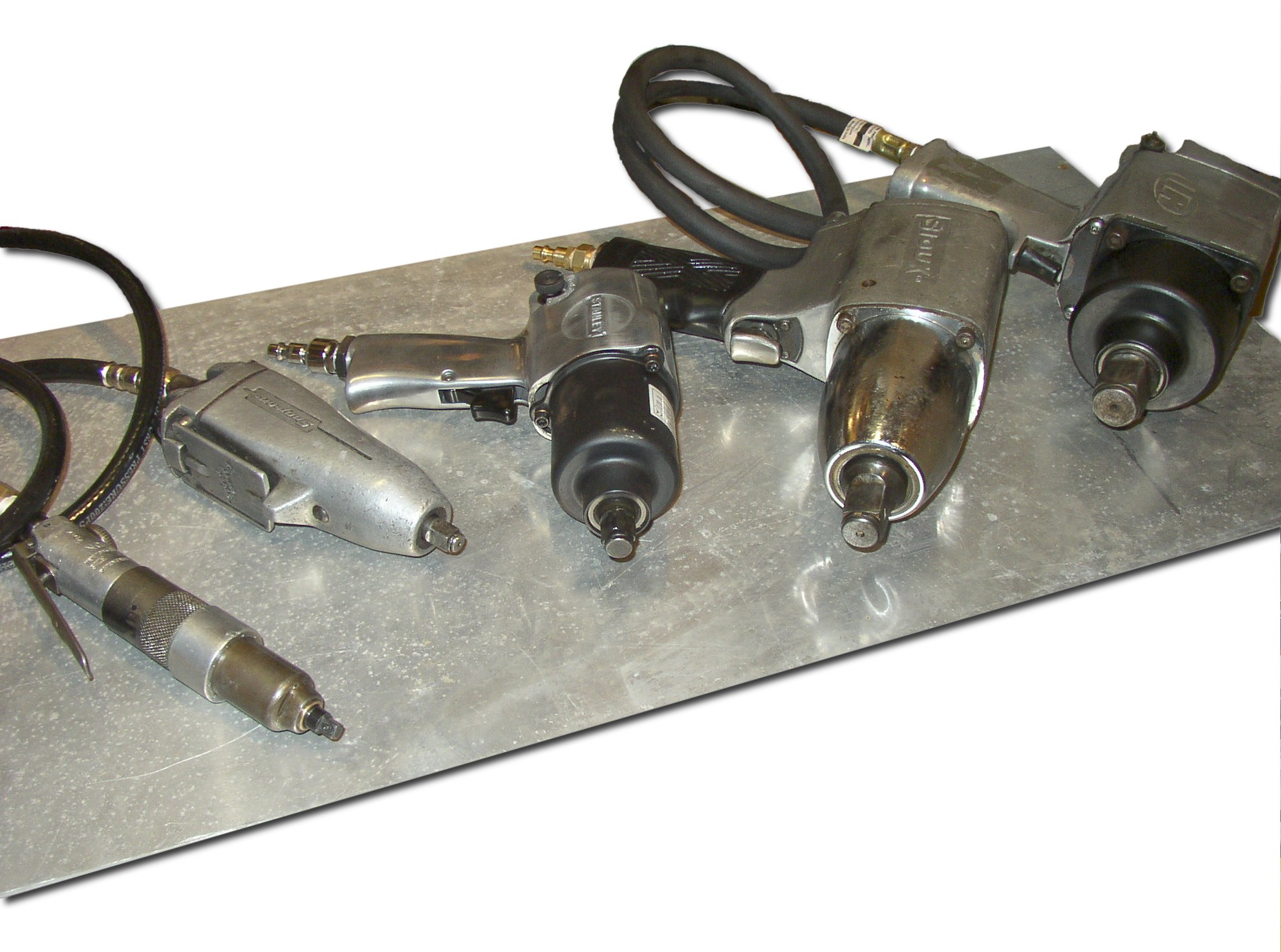
Una variedad de llaves de impacto, en todos los tamaños comunes de ¼ "a 1", de diferentes estilos, incluyendo en línea, mariposa y empuñadura de pistola.

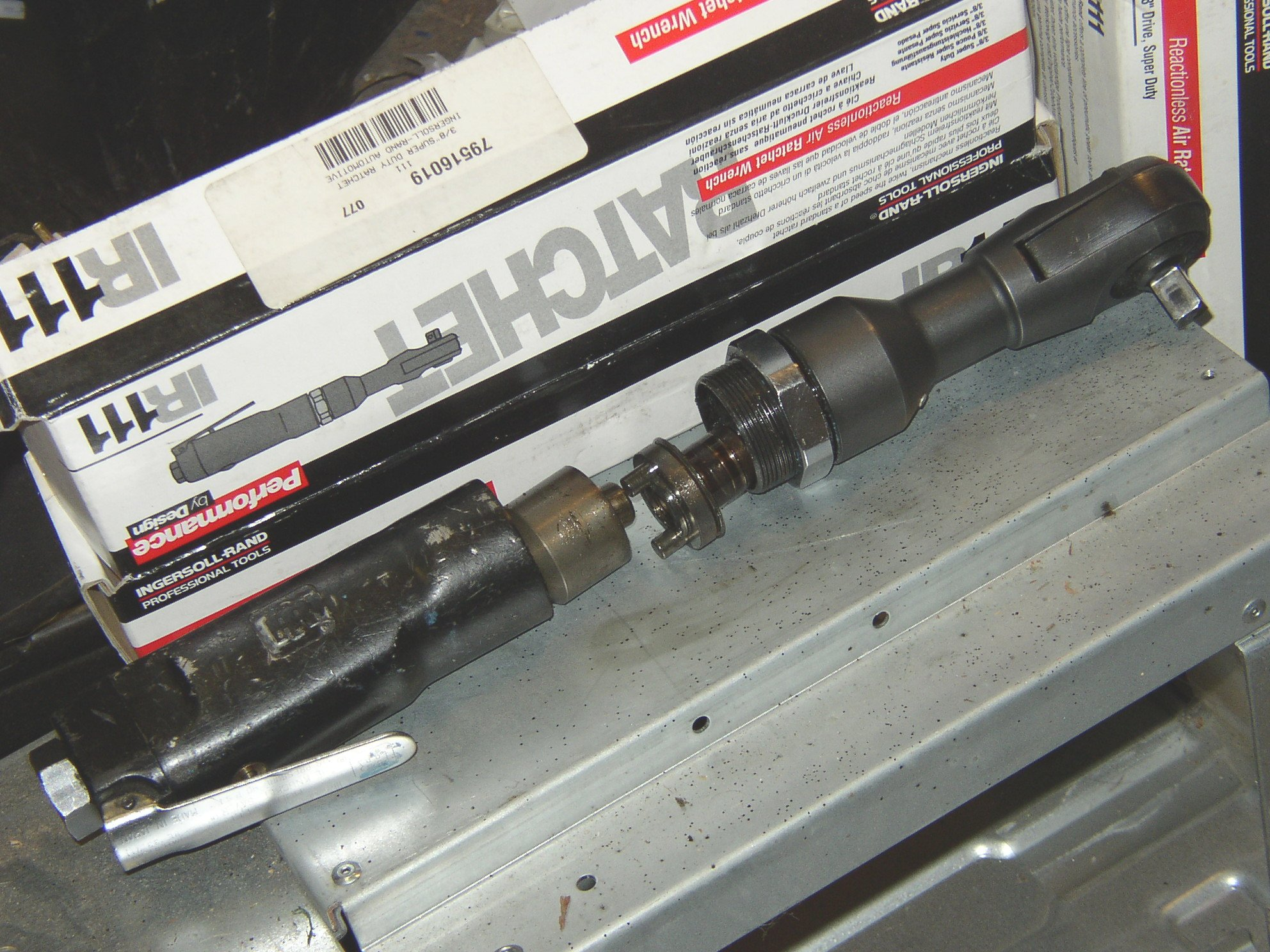
Este trinquete "sin reacción" utiliza un mecanismo de impacto de embrague de pasador en miniatura en lugar de una reducción de engranajes.

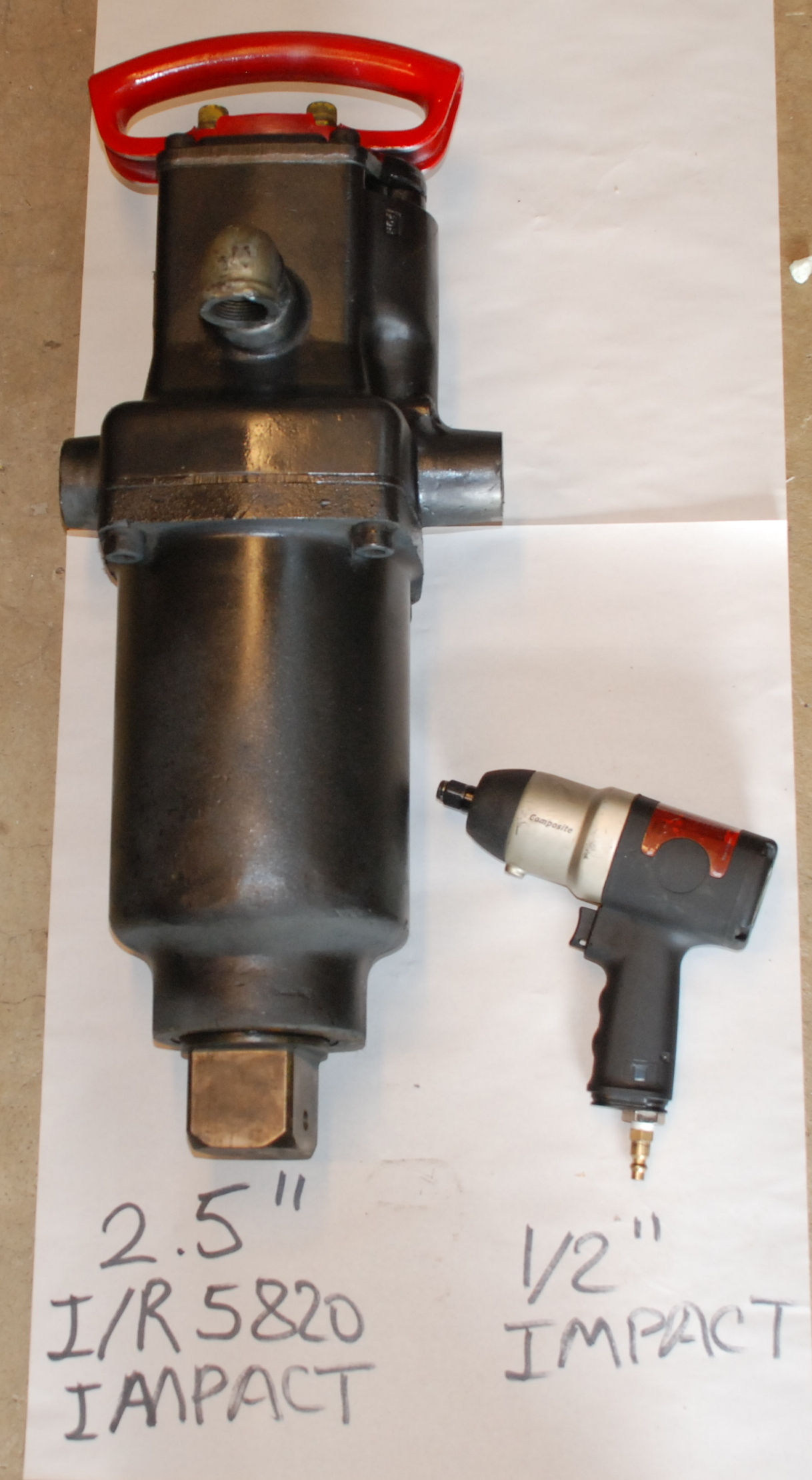
Llave de impacto grande de 2½ "con accionamiento Ingersoll-Rand frente a llave de impacto de ½".

Las llaves de impacto están disponibles en todos los tamaños estándar de llave tubo, desde pequeñas herramientas de ¼ "para montajes y desmontajes pequeños, hasta 3½" y mandos cuadrados más grandes para construcciones importantes. Las llaves de impacto son una de las herramientas neumáticas más utilizadas.

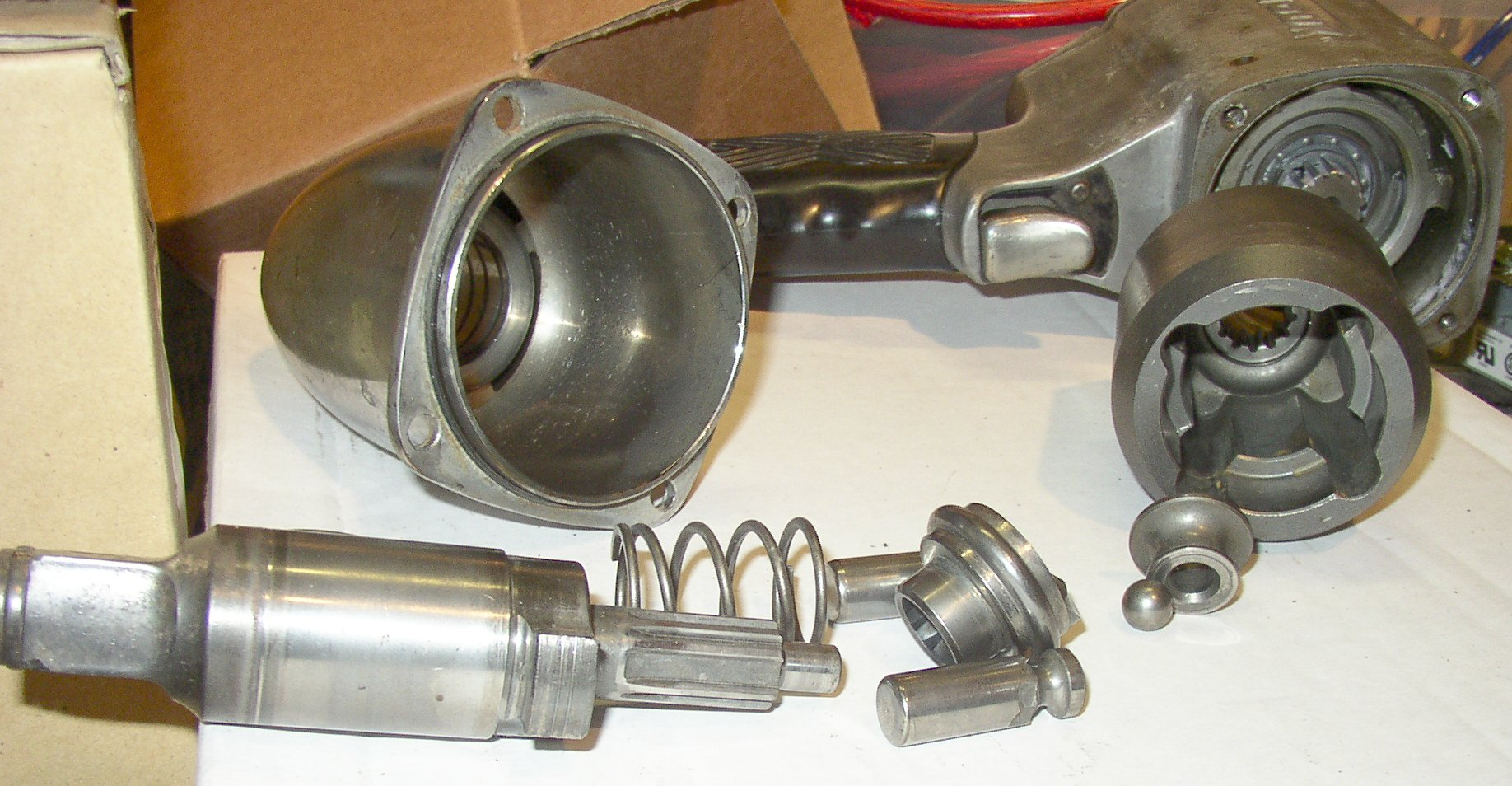
El mecanismo de embrague de pasador de una llave de impacto de impulsión de ¾".

En funcionamiento, el motor acelera una masa giratoria que almacena energía y luego se conecta repentinamente al eje de salida (el yunque), creando un impacto de alto par. El mecanismo del martillo está diseñado de manera que después de aplicar el impacto, el martillo puede girar libremente y no se queda bloqueado. Con este diseño, la única fuerza de reacción aplicada al cuerpo de la herramienta es el motor que acelera el martillo y, por lo tanto, el operador siente muy poco par, aunque se aplica un par máximo muy alto al dado. (Esto es similar a un martillo convencional, donde el usuario aplica una fuerza pequeña y constante para balancear el martillo, lo que genera un impulso muy grande cuando el martillo golpea un objeto). El diseño del martillo requiere un cierto torque mínimo antes de permitir el uso del martillo. para girar por separado del yunque, lo que hace que la herramienta deje de martillar y, en su lugar, empuje suavemente el sujetador si solo se necesita un par bajo, instalando/quitando rápidamente al tornillo o tuerca.

## Mecanismos de martillo

Una animación de un martillo de embrague de pasador. Normalmente, el martillo gira mientras el yunque permanece fijo unido al sujetador, pero al girar el yunque se demuestra más claramente la acción de los pasadores.